# Magic Candies
Magic Candies ist ein 2024 veröffentlichter japanischer animierter Kurzfilm von Daisuke Nishio.

## Handlung
Die anderen Kinder im Park fragen Dong-Dong nie, ob er mitspielen will. Für ihn ist das in Ordnung, er spielt gerne allein mit seinen Murmeln. Eines Tages kauft er eine Tüte bunter Bonbons anstelle neuer Murmeln – und sobald er eins davon in den Mund nimmt, beginnt sein altes Sofa, mit ihm zu sprechen. Die beiden unterhalten sich, bis der Bonbon komplett geschmolzen ist. Als er das nächste Bonbon lutscht, fängt Dong-Dongs Hund an zu sprechen und erklärt ihm, dass er alt und müde ist und gerne etwas Ruhe haben möchte. Als Dong-Dongs Vater heimkommt, gibt er ihm viele Anweisungen und weist ihn zurecht. Dong-Dong ist frustriert und beschließt, im Bett einen weiteren Bonbon zu lutschen. Diesmal kommt die Stimme von seinem Vater. Immer wieder wiederholt er „Ich liebe dich.“ Ein pinker Bonbon entpuppt sich als Kaugummi. Dong-Dong macht eine Blase und als diese platzt, hört er plötzlich die Stimme seiner Oma. Um immer wieder mit ihr sprechen zu können, klebt Dong-Dong den Kaugummi unter den Küchentisch. Das letzte Bonbon bleibt jedoch leise, egal wie lange Dong-Dong daran lutscht. Deshalb entschließt er sich, von sich aus zu sprechen.

## Hintergrund
Magic Candies basiert auf dem gleichnamigen Bilderbuch der koreanischen Autorin Baek Hee-na sowie deren weiterem Kinderbuch I am a Dog.
Seine Premiere feierte der Film am 2. März 2024 auf dem New York International Children’s Film Festival. Weitere Aufführungen folgten unter anderem auf dem Internationalen Filmfestival Schlingel und dem London Film Festival.
Bei der Oscarverleihung 2025 wurde Magic Candies als Bester animierter Kurzfilm nominiert.